# Elżbieta Wereda
Elżbieta Wereda (ur. 31 stycznia 1957 w Krakowie) – polska koszykarka, reprezentantka kraju, multimedalistka mistrzostw Polski.

## Osiągnięcia
Drużynowe
- Mistrzyni Polski (1975–1977, 1979)
- Zdobywczyni pucharu Polski (1979)
- Finalistka pucharu Polski (1978)

Reprezentacja
- Wicemistrzyni Europy U–18 (1975)[1][2]